# Wario World
Wario World (ワリオワールド?, Wario Wārudo) è un videogioco a piattaforme di tipo picchiaduro a scorrimento della serie di Wario, sviluppato dalla Treasure e pubblicata dalla Nintendo nel 2003 per la console Nintendo GameCube, con protagonista Wario,

## Trama
Il gioco inizia con Wario che ride felice dentro il suo nuovo castello, pieno di tesori che ha raccolto dalle avventure precedenti. Nascosto tra il tesoro, un gioiello nero prende vita improvvisamente e si impossessa del castello di Wario. Il gioiello nero trasforma il tesoro di Wario in mostri e suddivide il castello in quattro mondi, ciascuna composta da due livelli e un boss. Una zona centrale permette di accedere ai diversi mondi.
Wario procede attraverso le zone controllate dal gioiello nero, recuperando il suo tesoro e salvando dei folletti catturati dal gioiello nero, per poi ottenere la chiave che  gli permette di raggiungere il gioiello nero e sconfiggerlo.